# غيم فورج
غيم فورج (بالإنجليزية:Gameforge) هي شركة تنتج وتنشر اللألعاب الإلكترونية المباشرة على الإنترنت باستعمال متصفح الأنترنت أو تحميل اللعبة وتثبيتها على الحاسوب. تم إنشاء الشركة من طرف ألكسندر روسنر سنة 2003 بمدينة كارلسروه.

## أشهر الألعاب
من أشهر الألعاب التي حصل بعضها على جوائز عديدة:
- أوجيم OGame
- غلادياتوس Gladiatus
- بايت فايت Bitefight
- فارس المعركة Battleknight
- إيكاريام ikariam
- ماتين2 metin2 وهي اعظمهم واكثرهم شهرة

## مقالات ذات صلة
- إيكاريام

## وصلات خارجية
- الموقع على الويب
- موقع ميتين 2 على الويب نسخة محفوظة 1 أغسطس 2013 على موقع واي باك مشين.